# Politique étrangère de l'Italie
 (avril 2025).
Si vous disposez d'ouvrages ou d'articles de référence ou si vous connaissez des sites web de qualité traitant du thème abordé ici, merci de compléter l'article en donnant les références utiles à sa vérifiabilité et en les liant à la section « Notes et références ».
Politique étrangère de l'Italie est la politique étrangère menée par l'État de l'Italie vis-à-vis des pays étrangers.

## Historique
L'Italie est un pays à part entière depuis 1861, grâce au regroupement de tous les royaumes sur le territoire italien.

Territoire italien en 2022

Le pays a rejoint l'OTAN à sa création en 1949, l'ONU en 1955 et l'UE en 1957.